# Jennifer Ruth Hosek
Jennifer Ruth Hosek (* 1969) ist eine US-amerikanische Germanistin. Seit 2006 ist sie Professorin in der Abteilung für Sprachen, Literaturen und Kulturen an der Queen’s University (Kingston).

## Leben
Sie erwarb 1992 den B.A. vergleichende Literaturwissenschaft und Germanistik an der University of Illinois at Urbana-Champaign, 1995 den M.A. vergleichende an der University of California, Berkeley und 2004 den Ph. D. vergleichende Literaturwissenschaft an der University of California, Berkeley bei Robert Holub, Anton Kaes, Francine Masiello und Miryam Sas.
Hosek erstellte mehrere Filminterviews zum Verhältnis ostdeutscher DEFA-Filme zur kubanischen Filmkultur. Ihr Dokumentarfilm Rolando en La Habana: Bicycle Stories (mit Jaime Santos, Regie) wurde mehrfach ausgezeichnet und auf internationalen Festivals sowie im lateinamerikanischen Fernsehen gezeigt.
Ihre Forschungsinteressen sind deutsche Kultur des 20.–21. Jahrhunderts, insbesondere Film; Kulturen der Europäischen Union; transnationale, feministische, geschlechtsspezifische, kritische und kulturwissenschaftliche Theorien und Bewegungen; Kubanischer Film; Städte und Mobilitätskulturen; Petrokulturen. Sie hat zahlreiche Beiträge über die Themenbereiche Literatur, Film, urbane Mobilitätskulturen, kritische Pädagogik, kritische Theorie und Neurowissenschaften, digitale Technologie und die Frauenbewegung veröffentlicht. Ihr Artikel „Buena Vista Deutschland: Nation and Gender in Wenders, Gaulke and Eggert“ (German Politics and Society Band 25, Ausgabe 1, März 2007) wurde von der „Coalition of Women in German“, einer Berufsorganisation für Frauen in der Germanistik, mit dem Preis „Best Article“ ausgezeichnet und in drei Sprachen übersetzt.

## Schriften (Auswahl)
- Cuba and the Germans: A cultural history of an infatuation, ProQuest Dissertations Publishing, Berkeley, 2004.
- Sun, sex, and socialism. Cuba in the German imaginary, University of Toronto Press, Toronto, 2012. ISBN 978-1-4426-4138-9.
- mit Karin Bauer (Hrsg.): Cultural Topographies of the New Berlin, Berghahn, New York, 2017. ISBN 978-1-78533-720-8
- mit Sonja Klocke (Hrsg.): Christa Wolf: A Companion, De Gruyter, Berlin, 2018. ISBN 978-3-11-049199-9

## Filme (Auswahl)
- mit Jaime Santos: Rodando en La Habana: bicycle stories. (29 Min.) Pancha Producciónes, 2015.
- mit Jaime Santos: Familia. (13 Min.) Pancha Producciónes, 2014.
- mit Jaime Santos: Idonio. (12 Min.) Pancha Producciónes, 2013.
- mit Pamela Stamoulis: Samuel Claxton – Celluloid and Solidarity: Or How a Cuban Star Worked for DEFA. (9 Min) 2012.
- mit Pamela Stamoulis: Large Enough to Love? Expanding Heimat in DEFA Youth Film. (20 Min) 2011.
- mit Pamela Stamoulis: And Havana Too: Solidarity and Heimat in the Cold War.(22 Min.) 2010.